# Моральний граф
У теорії графів моральний граф використовують для пошуку еквівалентного неорієнтованого графа для спрямовного ациклічного графа. Це ключовий крок алгоритму для дерева зчленувань, використовуваного в алгоритмі поширення довіри на графових імовірнісних моделях.

## Моралізація
Моралізована копія спрямованого ациклічного графа утворюється додаванням ребер між усіма парами вузлів, які мають спільних нащадків, а потім перетворення всіх ребер графа на неорієнтовані. Еквівалентно, моральний граф орієнтованого ациклічного графа G є неорієнтованим графом, в якому кожен вузол початкового графа G з'єднується з його марковським покриттям. Назва походить від факту, що в моральному графі два вузли, які мають спільних нащадків, повинні обручитися створенням спільного ребра.
Зауважимо, що моральний граф не обов'язково хордальний.

## Моралізація змішаного графа
Моралізацію можна здійснити і для змішаних графів, званих у цьому контексті «ланцюговими графами». У ланцюговому графі зв'язану компоненту неорієнтованого підграфа називають ланцюгом. Моралізація додає неорієнтоване ребро між будь-якими двома вершинами, які мають вихідні дуги в той самий ланцюг, а потім забувається орієнтація ребер графа.